# Jak–54
A Jak–54 (orosz írással: Як–54) Oroszországban a Jakovlev tervezőirodában az 1990-es évek elején kifejlesztett kétszemélyes sport- és műrepülőgép, mely sportrepülők kiképzésére és oktatására, műrepülés oktatására és műrepülésre szolgál. A Jak–54 konstrukcióján alapul a Jak–152 alapfokú kiépző és gyakorló repülőgép.

## Története
Tervezéséhez a Jak–55M műrepülőgép szolgált alapul. A gép főkonstruktőre Dmitrij Dracs, főmérnöke Vlagyimir Popov volt. Az első felszállásra 1993. december 23-án került sor.
A gép sorozatgyártása 1996-ban a Szaratovi Repülőgépgyárban kezdődött el, majd a gyártás 2005-ben átkerült az Arszenyjevi Progressz Repülőgépgyárba.
Modernizált változata a Jak–55M, melybe beépítették az SZKSZ–94 típusú mentőrendszert is. A Jak–54-ből kifejlesztett alapszintű kiképző és gyakorló repülőgép a Jak–152.

## Műszaki jellemzői
Hagyományos elrendezésű, középszárnyas konstrukció. A szabadon hordó szárnyak trapéz alaprajzúak. A gép sárkánya teljesen fémépítésű, dural, titán és acél részegységekből épül fel.
A gépbe az orosz sportrepülőgépeken széles körben elterjedt  kilenchengeres, 265 kW (360 LE) maximális teljesítményű Vegyenyejev M–14H típusú csillagmotort építették, mely egy MTV–9 típusú, 2,5 m átmérőjű, háromtollú, változtatható állásszögű légcsavart hajt.
Futóműve hárompontos. A futók nem behúzhatóak.

## Műszaki adatai

### Méretek és tömegadatok
- Hossz: 6,91 m
- Fesztáv: 8,16 m
- Magasság: 1,65 m
- Szárnyfelület: 12,89 m²
- Üres tömeg: 754 kg
- Üzemanyag-mennyiség: 140 liter
- Normál felszálló tömeg:  990 kg
- Maximális felszálló tömeg: 1087 kg

### Motor
- Típus: M–14H kilenchengeres csillagmotor
- Száma: 1 db
- Teljesítménye: 265 kW (360 LE)

### Teljesítményadatok
- Maximális sebesség: 415 km/h
- Utazósebesség: 360 km/h
- Leszálló sebesség: 110 km/h
- Emelkedőképesség: 15 m/s
- Hossztengely körüli maximális forgási sebesség: 6 rad/sec
- Szolgálati csúcsmagasság: 4000 m
- Felszállási úthossz: 170 m
- Kigurulási úthossz: 400 m
- Maximális túlterhelés: -7g / +9g
- Hatótávolság: 700 km

### Kapcsolódó fejlesztések
- Jak–52
- Jak–55
- Jak–152

### Hasonló repülőgépek
- Szu–26
- Szu–29
- Szu–31
- Extra EA–300
- Utva Lasta
- Christen Eagle II
- Petrel 912i